# گمینا پوستومینو
گمینا پوستومینو (به لهستانی:  Gmina Postomino) یک گمینا در لهستان است که در شهرستان سواونو واقع شده‌است. گمینا پوستومینو ۲۲۷٫۲۴ کیلومتر مربع مساحت و ۶٬۹۷۳ نفر جمعیت دارد.